# Wladimiro Ganzarolli
Wladimiro Ganzarolli (Piacenza d'Adige, 9 gennaio 1932 – Langhe, 14 gennaio 2010) è stato un basso-baritono italiano.

## Biografia
Nato a Piacenza d'Adige, ha studiato al Conservatorio Benedetto Marcello di Venezia con Iris Adami Corradetti. Ha fatto il suo debutto al Teatro Nuovo di Milano, come Mephisto nel Faust nel 1958 e nello stesso anno ha cantato in tre concerti per il Teatro La Fenice. L'anno seguente, è apparso al Festival dei Due Mondi ne Il duca d'Alba di Donizetti. Alla Piccola Scala nel 1960 è Il giudice ne Il revisore di Werner Egk, nello stesso anno fa la sua prima apparizione al Teatro alla Scala ne La Messa del Venerdì Santo di Giorgio Federico Ghedini con Adriana Lazzarini e nel gennaio 1961 è alla Piccola Scala nel ruolo del Conte nella prima di Nina, o sia La pazza per amore di Paisiello con Graziella Sciutti, Luigi Alva e Rolando Panerai.
Ha fatto il suo debutto operistico al Teatro alla Scala nel marzo 1961 come Raito nella prima rappresentazione assoluta de Il calzare d'argento di Ildebrando Pizzetti con Giuseppe Di Stefano e Panerai, in aprile è Bottom nella prima di Sogno d'una notte d'estate di Benjamin Britten con Carlo Cava e Gabriella Tucci, in giugno L'arcivescovo di Reims/Il vescovo di Beauvais/Il podestà di Rouen nella prima di Giovanna d'Arco di Marco Enrico Bossi con Raina Kabaivanska ed in dicembre Sir John Falstaff (Verdi) nella prima con Panerai, Alfredo Kraus, Ivo Vinco, la Tucci, Renata Scotto, Fedora Barbieri e Fiorenza Cossotto, nel 1962 in febbraio Don Parmenione nella prima di L'occasione fa il ladro con la Cossotto e Pantalone in Turandot di Ferruccio Busoni con la Kabaivanska e Panerai, in maggio ha preso parte alla prima di Gli ugonotti di Meyerbeer, come Il Conte di Nevers con Joan Sutherland, la Simionato, Nicolai Ghiaurov e la Cossotto ed in dicembre nella prima di Semiramide (Rossini), come Assur con la Sutherland e la Simionato, nel 1963 in gennaio Il Kenita Hèver nella prima di Debora e Jaele di Pizzetti con la Barbieri, Clara Petrella e la Lazzarini, in marzo Leporello nella prima di Don Giovanni (opera) con Ghiaurov, Leontyne Price, Alva, Elisabeth Schwarzkopf, Mirella Freni e Panerai, in giugno Alì Babà nella prima di Alì Babà di Luigi Cherubini con Kraus, nel 1964 in gennaio L'orafo di Cardillac nella prima di Cardillac di Paul Hindemith, in marzo Il Dottore Dulcamara nella prima di L'elisir d'amore con la Freni, Di Stefano e Panerai e Don magnifico nella prima di La Cenerentola con Panerai e la Simionato, in aprile Figaro nella prima di Le nozze di Figaro con Sesto Bruscantini, la Freni e la Cossotto, nel 1965 Guglielmo nella prima di Così fan tutte con Alva e Bruscantini, nel 1967 Lo zio Salvatore nella prima di La vita breve (La vida breve) e sostituisce Ghiaurov nel ruolo di Mefistofele in Faust diretto da Georges Prêtre e nel 1968 è Il sergente Sulpizio nella prima di La figlia del reggimento con Luciano Pavarotti e la Freni.
Nel 1960 è Colline ne La bohème al Teatro Verdi (Trieste) ed Il Re in Aida nell'Arena di Verona con la Simionato, la Cossotto, Carlo Bergonzi e Vinco.
Ha cantato ampiamente in Italia a Verona, Roma, Firenze, Venezia, Torino, Bologna e Napoli.
Nel novembre 1964, ha iniziato una lunga collaborazione con il Wiener Staatsoper, debuttando come Leporello in Don Giovanni e dopo pochi giorni Figaro ne Le nozze di Figaro, ruolo questo che sarà quello maggiormente rappresentato a Vienna con 45 recite fino al 1972 ed apparendo nel 1965 Ferrando ne Il trovatore e Colline ne La bohème con Wilma Lipp, nel 1966 Sir John Falstaff con Panerai e Baron Scarpia in Tosca (opera) con Gianfranco Cecchele, nel 1967 Escamillo in Carmen (opera), Alfio in Cavalleria rusticana (opera) e Méphistophélès in Faust, nel 1969 Ottone ne L'incoronazione di Poppea e nel 1971 Graf Des Grieux in Manon (Massenet). Complessivamente Ganzarolli prese parte a 139 rappresentazioni viennesi.
Nel 1965 è Figaro ne Le nozze di Figaro al Teatro dell'Opera di Roma con la Sciutti diretto da Carlo Maria Giulini.
Nel 1965, ha fatto il suo debutto alla Royal Opera House di Londra come Figaro ne Le nozze di Figaro diretto da Colin Davis, nel 1968 è Guglielmo in Così fan tutte con Lucia Popp diretto da Georg Solti e nel 1969 Leporello in Don Giovanni con Tito Gobbi.
Nel 1968 è John Falstaff nella ripresa nel Teatro Donizetti di Bergamo con Adriana Lazzarini.
È apparso anche a Grand Théâtre de Monte Carlo, al Gran Teatre del Liceu di Barcellona, al Teatro Nacional de São Carlos di Lisbona, al Teatro Colón di Buenos Aires ed alla Dallas Opera.
All'Opera di Chicago nel 1974 è Don Pasquale con Kraus ed Ileana Cotrubaș.
Ancora al Teatro La Fenice nel 1975 è Don Pasquale e Sulpizio ne La figlia del reggimento con Kraus, la Freni ed Angelo Nosotti, nel 1978 Figaro ne Le nozze di Figaro, nel 1979 Don Alfonso in Così fan tutte ossia la scuola degli amanti e nel 1980 Papageno ne Il flauto magico con Cesare Siepi.
Anche se ha cantato una vasta gamma di ruoli, Mozart e Rossini erano sempre al centro del suo repertorio dove il suo talento comico, la voce ampia e la chiara dizione sono stati mostrati in particolare come Figaro, Leporello, Guglielmo in Così fan tutte, Mustafa ne L'italiana in Algeri, Selim ne Il turco in Italia e Dandini ne La Cenerentola. Egli ha anche goduto di notevole successo come Ottone ne L'incoronazione di Poppea di Monteverdi.

## Discografia parziale
- Mozart, Nozze di Figaro - Davis/Norman/Freni/Ganzarolli, 1971 Decca
- Mozart, Così Fan Tutte - Chorus of the Royal Opera House/Baker/Cotrubas/Caballé/Gedda/Van Allan/Davis/Ganzarolli, 1974 Philips - Grammy Award for Best Opera Recording 1976